# Store Brattholmen (Fjell)
Ne doit pas être confondu avec Store Brattholmen ou Store Brattholmen (Bjørnafjorden).
Store Brattholmen est une île et un village dans le landskap Sunnhordland du comté de Vestland. Elle appartient administrativement à Øygarden.

## Géographie
Rocheuse et couverte de bosquets, elle s'étend sur environ 554 m de longueur pour une largeur approximative de 440 m. 